# Sjtsjoetsje
Sjtsjoetsje (Russisch: Щучье) is een stad in de Russische oblast Koergan, gelegen in de Trans-Oeral op 170 kilometer ten westen van Koergan. De stad staat onder jurisdictie van het gelijknamige gemeentelijke district Sjtsjoetsjanski, waarvan het tevens het bestuurlijk centrum vormt. De stad ligt aan het West-Siberische deel van de Trans-Siberische spoorlijn (traject van Tsjeljabinsk naar Omsk) en de R-254 (onderdeel van de weg van Moskou naar Vladivostok).

## Geschiedenis
De plaats werd ergens in de eerste helft van de 18e eeuw gesticht aan het gelijknamige meer. De naam Sjtsjoetsje is afgeleid van het Russische woord sjtsjoeka ("snoek"). De eerste documenten die aan de plaats refereren stammen uit 1750. Van 1893 tot 1894 werd aan de Trans-Siberische spoorlijn het spoorwegstation Tsjoemljak gebouwd (vernoemd naar een nabijstromend riviertje), op ongeveer een kilometer van Sjtsjoetsje. Het station werd geopend in 1896, waarna in de buurt een nederzetting ontstond. Door de spoorlijn groeide de bevolking snel; in 1909 woonden er 1.010 mensen. In de plaats bevond zich toen een molen en de bevolking hield zich bezig met landbouw, verwante handelsactiviteiten en de productie van viltlaarzen, jassen van schapenhuiden en schoenen. In 1924 werd Sjtsjoetsje een rayon (districts-)centrum binnen de okroeg van Tsjeljabinsk en vanaf 1943 binnen de nieuwe oblast Koergan. Twee jaar later, in 1945 kreeg Sjtsjoetsje de status van stad.

## Economie
In 1941 werd een fabriek voor brandweerapparatuur geëvacueerd uit Brjansk naar Sjtsjoetsje om deze uit handen van de Duitsers te houden. Deze fabriek produceert sindsdien brandblussers voor de MVD. Daarnaast bevinden zich levensmiddelenfabrieken (op basis van producten uit de omringende landbouw- en veehouderijsector). Een groot deel van de Sovjetindustrie is ingestort, waardoor een groot deel van de bevolking werkloos werd.

### Chemische wapens
Op vijf kilometer van de stad bevindt zich een van de zeven opslagplaatsen voor chemische wapens (zenuwgassen) van de Russische strijdkrachten met ongeveer 5.462 ton sarin, soman en VX (bijna 2 miljoen raketten en andere vormen van munitie; 13,6% van de chemische wapenvoorraad van Rusland). De eerste chemische wapens werden er reeds geplaatst in 1952 (of 1945). Dit werd tot 1993 ontkend door het leger, totdat de bevolking haar geruchten bevestigd zag. In 1987 stopte de Sovjet-Unie met de productie van chemische wapens en in 1997 werd de leverantie van chemische wapens naar Sjtsjoetsje stopgezet. Er ontstonden plannen voor de bouw van een fabriek voor de vernietiging hiervan, met financiële steun van de Amerikaanse overheid (ruim 1 miljard dollar), de Europese Unie, Duitsland, Nederland, Canada, Tsjechië, Italië, Zwitserland, Noorwegen en het Verenigd Koninkrijk. De bouw werd echter telkens uitgesteld door geldtekort bij de Russische overheid, bureaucratische Russische besluitvorming en uitstel bij het Amerikaans Congres voor de financiering. Nadat conflicten tussen Rusland en de Verenigde Staten de Amerikaanse financiering deden staken (in 2006 was een vierde van het geld; 250 miljoen dollar in het project gestoken), gaf de Russische overheid in 2006 het project een nieuwe impuls, mede om de hoge werkloosheid in Sjtsjoetsje te laten dalen. De bouw werd voortgezet met Russisch geld en buitenlandse financiering van buiten de Verenigde Staten.

## Stad
De stad bestaat voor het grootste deel uit houten laagbouw. Slechts de bestuurlijke gebouwen zijn van steen en tellen twee tot drie verdiepingen. Ruim twee derde van de gebouwen had in 2007 geen stromend water. De riolering functioneert eveneens slecht. In het kader van de bouw van de nieuwe fabriek wordt door de Russische overheid meer geld gestoken in het verbeteren van de stad.

## Demografie
| 1959   | 1970   | 1979   | 1989   | 2002   | 2018  |
| ------ | ------ | ------ | ------ | ------ | ----- |
| 10.300 | 10.400 | 11.100 | 11.094 | 10.602 | 9.775 |

## Cultuur en bezienswaardigheden
In de omgeving van de stad bevinden zich ongeveer 140 meren, waaronder het Gorkoje-Viktoriameer op 15 kilometer ten zuidoosten van de stad. Dit zoutmeer (waarvan het water sulfaat, chloride, magnesium en natrium bevat) vormt een natuurmonument en wordt sinds 1910 gebruikt als balneologisch kuuroord.
Bestuurlijk centrum: Koergan

Dalmatovo · Katajsk · Koertamysj · Makoesjino · Petoechovo · Sjadrinsk · Sjoemicha · Sjtsjoetsje